# Spencer County, Kentucky
Spencer County är ett administrativt område i delstaten Kentucky, USA, med 17 061 invånare år 2010. Den administrativa huvudorten (county seat) är Taylorsville.

## Geografi
Enligt United States Census Bureau så har countyt en total area på 497 km². 482 km² av den arean är land och 15 km² är vatten. 

### Angränsande countyn
- Shelby County - norr
- Anderson County - öst
- Nelson County - söder
- Bullitt County - väst
- Jefferson County - nordväst